# Jens Stryger Larsen
Jens Stryger Larsen (* 21. Februar 1991 in Sakskøbing) ist ein dänischer Fußballspieler.

## Karriere

### Verein
Stryger Larsen begann seine Karriere bei seinem Heimatklub BK Frem Sakskøbing. Nachdem er für Herfølge BK gespielt hatte, wechselte er zu Brøndby IF. Dort war er Stammspieler, bis er 2013 zum FC Nordsjælland ging. Dort war er ebenfalls Stammspieler, ehe er schließlich im Sommer 2014 nach Österreich zum FK Austria Wien wechselte. Sein Debüt gab er am ersten Spieltag der Saison 2014/15 im Spiel gegen den SV Grödig.
Im August 2017 wechselte er nach Italien zu Udinese Calcio, wo er einen bis Juni 2021 gültigen Vertrag erhielt. In seiner ersten Saison bestritt er 30 von 37 möglichen Ligaspielen, in denen er ein Tor schoss, sowie zwei Pokalspiele. In der nächsten Saison waren es 36 von 38 möglichen Ligaspielen mit wiederum einem Tor und ein Pokalspiel. In der Saison 2019/20 bestritt Larsen 33 von 38 möglichen Ligaspielen, erneut mit einem Tor und drei Pokalspielen. 
Auch in der Saison 2020/21 waren es 33 von 38 Ligaspielen, in dieser Saison mit zwei Toren, sowie zwei Pokalspielen. In der Folgesaison kam er nur auf 11 von 38 Ligaspielen und ein Pokalspiel. Ab Anfang November 2021 wurde er bis zum Ende der Saison nicht mehr eingesetzt.
Mitte Juni 2022 schloss er zur neuen Saison einen Vertrag beim türkischen Erstligisten Trabzonspor mit einer dreijährigen Laufzeit ab. Dort bestritt er in der ersten Saison 32 von 36 möglichen Ligaspielen, in denen er ein Tor schoss, drei Pokalspiele, neun Spiele im Europapokal mit einem geschossenen Tor sowie das gewonnene Spiel um den türkischen Supercup. In der nächsten Saison waren es 16 von 17 möglichen Ligaspielen und ein Pokalspiel. Mitte Januar 2024 wurde sein Vertrag aufgelöst, ohne dass er eine Abfindung erhielt.
In den nächsten Tagen unterschrieb er einen Vertrag mit dreijähriger Laufzeit beim schwedischen Erstligisten Malmö FF. Hier bestritt er in seiner ersten Saison 24 von 30 möglichen Ligaspielen und vier Pokalspiele, in denen er ein Tor schoss, und holte mit Malmö das Double aus schwedischer Meisterschaft und Pokalsieg. Dazu kamen 12 Spiele im Europapokal.

### Nationalmannschaft
Larsen debütierte in der dänischen Nationalmannschaft am 31. August 2016 gegen Liechtenstein und schoss dabei ein Tor. Die WM 2018 war sein erstes großes Turnier. Er wurde in den drei Vorrundenspielen eingesetzt und verpasste dabei keine Minute. Im Achtelfinale, das die Dänen im Elfmeterschießen gegen den späteren Vizeweltmeister Kroatien verloren, kam er nicht zum Einsatz.
Zur infolge der COVID-19-Pandemie erst 2021 ausgetragenen Europameisterschaft 2020 wurde er in den dänischen Kader berufen. Bei der EM kam er in den sechs Spielen der Dänen zum Einsatz, wobei er je dreimal ein- und ausgewechselt wurde und mit der Mannschaft das Halbfinale erreichte, das erst nach Verlängerung gegen England verloren wurde. Zuletzt wurde er im September 2023 in der Nationalmannschaft eingesetzt.

## Erfolge
Trabzonspor
- Gewinner türkischer Supercup: 2022

Malmö FF
- Schwedischer Meister: 2024
- Schwedischer Pokalsieger: 2024